# Romuald Bester
Romuald Bester (ur. 1944 w Jarosławiu) – prezydent Torunia w latach 1982–1989.
Urodził się w 1944 roku w Jarosławiu. Studiował na Wydziale Komunikacji Politechniki Warszawskiej. Pod koniec lat 60. przeprowadził się do Torunia, pracował na kolei.
W 1982 roku został prezydentem Torunia. Podczas swojej prezydentury kładł duży nacisk na prawidłowy rozwój przestrzenny Torunia. Za jego rządów oddano do użytku szkoły z basenami i szpital dziecięcy oraz inwestowano w infrastrukturę komunalną. Ponadto dzięki korzystnym formom kredytowania spółdzielczości mieszkaniowej za jego kadencji co roku oddawano do użytku ponad 1000 mieszkań. 
W 1985 roku wraz z przewodniczącym Miejskiej Rady Narodowej Bronisławem Ptaszyńskim oraz wiceprezydentem Torunia Jerzym Polkowskim powołał Fundację Odnowy Zabytków Torunia im. Remera. W wyniku ciągłego braku pieniędzy na remont kamienic mieszczańskich, należących do Skarbu Państwa, rozpoczął sprzedaż kamienic Starego Miasta przedsiębiorcom. Pod szyldem Fundacji rozpoczęto remont Domu Eskenów, Pałacu Biskupów Kujawskich, Dworu Mieszczańskiego, realizację Planetarium im. Władysława Dziewulskiego, rozbudowę Teatru im. Wilama Horzycy.
Po 1989 roku zrezygnował z aktywności politycznej. Pracował m.in. w spółce produkującej podzespoły elektroniczne, w przedsiębiorstwie zajmującym się montowaniem klimatyzacji w obiektach użyteczności publicznej, następnie w spółce Frapol produkującej sprzęt dla szpitali, zespołów ratowniczych i zakładów pogrzebowych.